# Stora bron över Hrazdan

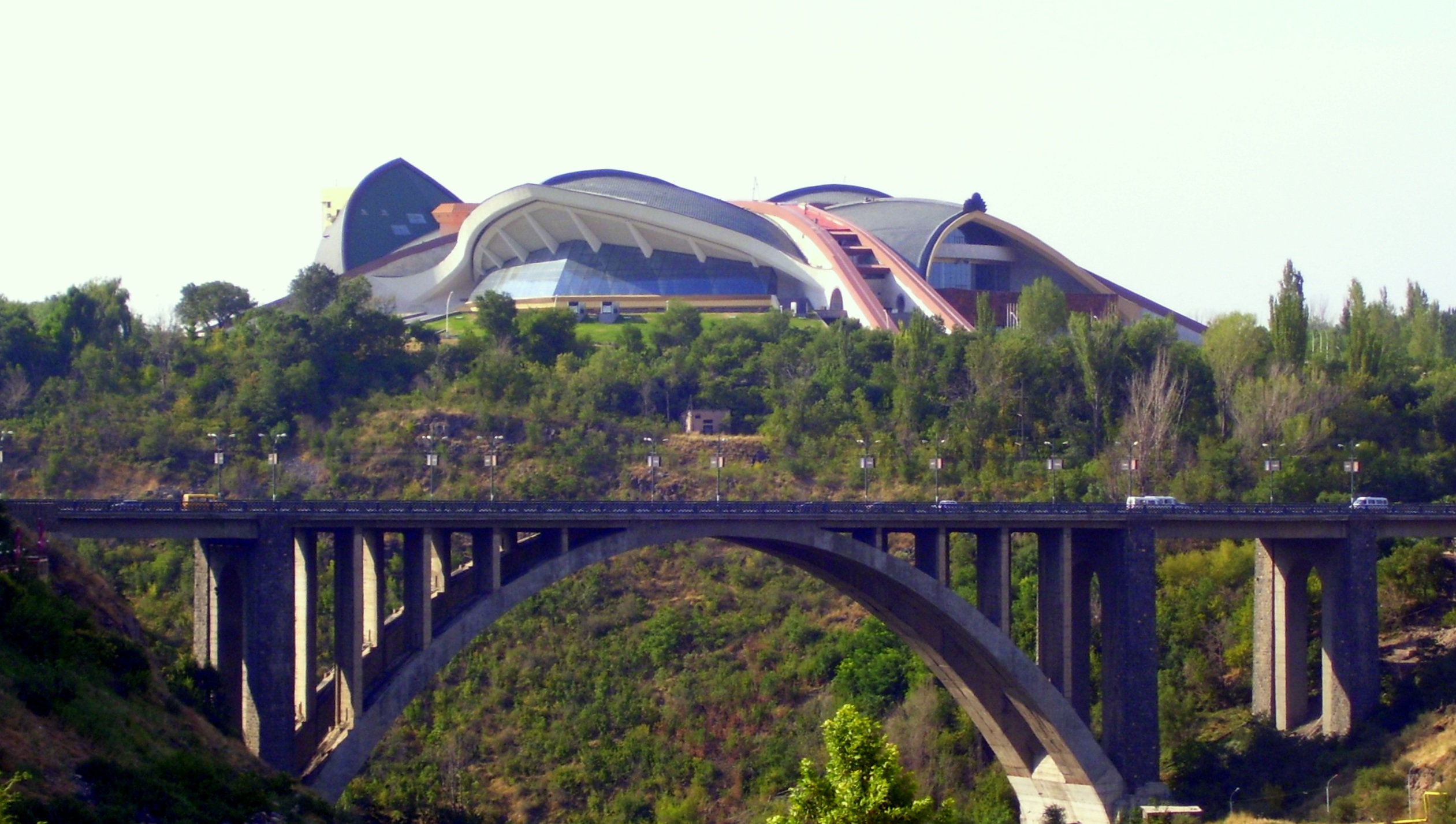
Stora bron över Hrazdan med Karen Demirtchjans sport och konsertkomplex i bakgrunden

Stora bron över Hrazdan (armeniska: Հրազդանի Մեծ կամուրջ), också benämnd Kievbron (armeniska: Կիևյան կամուրջ), är en betongbågbro för vägtrafik över floden Hrazdan i Jerevan i Armenien. Den förbinder Kievgatan i distriktet Arabkir med Leningatan i distriktet Ajapnyak. Den ritades av Grigor Aghababjan och byggdes 1949–1956.
Karen Demirtchjans sport och konsertkomplex och Tumanjanparken ligger nära bron.